# Vrouwenmarathon van Tokio 2006
De Vrouwenmarathon van Tokio 2006 werd gelopen op 19 november 2006. Het was de 28e editie van de Tokyo International Women's Marathon . Aan deze wedstrijd mochten alleen elite vrouwen deelnemen.
De wedstrijd werd een overwinning voor de Japanse Reiko Tosa in een tijd van 2:26.15.

## Uitslagen
| rang   | naam               | land | tijd    |
| ------ | ------------------ | ---- | ------- |
| Goud   | Reiko Tosa         | JPN  | 2:26.15 |
| Zilver | Akemi Ozaki        | JPN  | 2:28.51 |
| Brons  | Naoko Takahashi    | JPN  | 2:31.22 |
| 4      | Olivera Jevtić     | SRB  | 2:33.11 |
| 5      | Živilė Balčiūnaitė | LTU  | 2:33.18 |
| 6      | Mary Ptikany       | KEN  | 2:34.31 |
| 7      | Jennifer Rhines    | USA  | 2:35.37 |
| 8      | Atseda Baysa       | ETH  | 2:37.48 |
| 9      | Maki Inami         | JPN  | 2:39.48 |
| 10     | Yumiko Minato      | JPN  | 2:40.36 |
| 11     | Yasuko Masuda      | JPN  | 2:41.25 |
| 12     | Miki Takanaka      | JPN  | 2:43.44 |
| 13     | Maiko Kono         | JPN  | 2:45.23 |
| 14     | Hiroko Sho         | JPN  | 2:46.38 |
| 15     | Taeko Terauchi     | JPN  | 2:48.03 |
| 16     | Chizuru Kakezuka   | JPN  | 2:48.38 |
| 17     | Yumiko Une         | JPN  | 2:48.44 |
| 18     | Makiko Kawagoe     | JPN  | 2:49.04 |
| 19     | Nana Higashi       | JPN  | 2:49.09 |
| 20     | Harumi Matsumoto   | JPN  | 2:49.13 |
| 21     | Mami Kusunoki      | JPN  | 2:49.22 |
| 22     | Asami Katayama     | JPN  | 2:49.24 |
| 23     | Chiyoe Takashima   | JPN  | 2:49.36 |
| 24     | Keiko Tomura       | JPN  | 2:49.37 |
| 25     | Mayumi Ichikawa    | JPN  | 2:49.48 |

Tokyo International Marathon (alleen mannen)

1981 · 1982 · 1983 · 1984 · 1985 · 1986 · 1987 · 1988 · 1989 · 1990 · 1991 · 1992 · 1993 · 1994 · 1995 · 1996 · 1997 · 1998 · 1999 · 2000 · 2001 · 2002 · 2003 · 2004 · 2005 · 2006

Tokyo International Women's Marathon (alleen vrouwen)

1979 · 1980 · 1981 · 1982 · 1983 · 1984 · 1985 · 1986 · 1987 · 1988 · 1989 · 1990 · 1991 · 1992 · 1993 · 1994 · 1995 · 1996 · 1997 · 1998 · 1999 · 2000 · 2001 · 2002 · 2003 · 2004 · 2005 · 2006 · 2007 · 2008

Tokyo Marathon (beide)

2007 · 2008 · 2009 · 2010 · 2011 · 2012 · 2013 · 2014 · 2015 · 2016 · 2017 · 2018 · 2019 · 2020 · 2021 · 2022 · 2023 · 2024